# Microporella umbonula
Microporella umbonula är en mossdjursart som först beskrevs av Osburn 1952.  Microporella umbonula ingår i släktet Microporella och familjen Microporellidae. Inga underarter finns listade i Catalogue of Life.